# Istituto nazionale di metrologia delle radiazioni ionizzanti
L'Istituto nazionale di metrologia delle radiazioni ionizzanti (INMRI-ENEA) è il principale istituto di ricerca italiano sulla misurazione delle radiazioni ionizzanti; è specializzato in particolare nelle misure nei campi della radioterapia, della radiodiagnostica e della radioprotezione. 
L'istituto fa parte della struttura dell'ENEA, l'agenzia italiana che si occupa di nuove tecnologie per l'energia, tra cui lo sviluppo dell'energia nucleare e le problematiche che impattano sull'ambiente, sulla sicurezza e sulla salute.

## Funzioni
L'INMRI ha ereditato il ruolo assegnato all'ENEA dalla Legge 11 agosto 1991 n. 273 sul sistema metrologico nazionale. Assicura cioè a livello nazionale la funzione di istituto metrologico primario tramite la realizzazione dei campioni nazionali e la disseminazione, mediante tarature, delle unità di misura nel settore delle radiazioni ionizzanti. In particolare, l'istituto fornisce i campioni primari da cui si dipana la riferibilità dei Centri SIT specializzati nella misurazione delle radiazioni ionizzanti.
Svolge inoltre le funzioni previste dalla legislazione italiana in relazione all'obbligo di taratura e ai criteri di approvazione degli strumenti di misura delle radiazioni ionizzanti per l'esercizio della radioprotezione.